# 維克多二世 (安哈特-貝恩堡-紹姆堡-霍伊姆)
維克多二世（德語：Viktor II.，1767年11月2日—1812年4月22日），安哈尔特-贝恩堡-绍姆堡-霍伊姆親王，1806年至1812年在位。

## 家庭
1793年，維克多與拿騷-威爾堡的阿瑪莉埃結婚，兩人共有四個女兒：
1. 赫爾敏（英语：Princess Hermine of Anhalt-Bernburg-Schaumburg-Hoym）（1797年—1817年），奧地利的約瑟夫大公夫人
2. 阿德海德（1800年—1820年），歐登堡公爵夫人
3. 艾瑪（1802年—1858年），瓦爾德克和皮爾蒙特親王妃
4. 伊達（1804年—1828年），歐登堡公爵夫人